# نورما غراهام
نورما غراهام (بالإنجليزية: Norma Graham) هي عالمة نفس أمريكية، ولدت في 8 أغسطس 1944 في سانت لويس في الولايات المتحدة.